# Дустмухамедова, Кизлархон
Кизлархон Дустмухамедова (узб. Qizlarxon Doʻstmuhamedova; 25 октября 1946 — 25 мая 2023) — советская и узбекская танцовщица, хореограф и актриса, народная артистка Узбекской ССР (1984).

## Биография
Родилась 25 октября 1946 года в Ташкенте.
Окончила Ташкентский государственный университет (1965) и Ташкентский государственный театрально-художественный институт (1977).
В 1965—1989 годах солистка балета филармонии Узбекистана.
В 1965—1972 и 1982—1988 годах танцовщица в ансамбле песни и танца «Шодлик» («Радость»). Одна из организаторов и ведущих танцоров ансамбля «Гозал» (1972—1981).
Исполняла узбекские танцы в танцевальном ансамбле «Танавор» в США, Ливии, Франции, Германии, Тунисе и других странах.
В 1989—1991 годах солистка в театре-студии «Узбекистан». В 1988−1995 годах преподаватель Ташкентского государственного института культуры. В 1999—2005 годах главный художественный руководитель национального классического танца при международном благотворительном фонде «Олтин мерос».
Исполняла классические танцы «Гузаль», «Тонг маликаси», «Гузал тонг», «Бухоро юлдузи», «Севги таронаси», «Муножот», «Танавор» и т. д.
Снялась в фильмах «Шашмаком» (1972) и «Подарю тебе город» (1978).
В 2002 году награждена орденом «Эл-юрт хурмати».
Её творчеству посвящён фильм «Букет изобразительных искусств» («Нафосат гульдастаси») (1985).